# Lajas
Lajas är en ort i Kuba. Den ligger i provinsen Provincia de Cienfuegos, i den centrala delen av landet, 230 km öster om huvudstaden Havanna. Lajas ligger 76 meter över havet och antalet invånare är 22 602.
Terrängen runt Lajas är platt. Runt Lajas är det ganska tätbefolkat, med 111 invånare per kvadratkilometer. Närmaste större samhälle är Ranchuelo, 15,6 km öster om Lajas. Trakten runt Lajas består till största delen av jordbruksmark.